# Tilde Björfors
Tilde Katarina Björfors, född 13 januari 1971 i Lund, är en svensk cirkusartist, cirkusdirektör och professor i nycirkus vid Danshögskolan.
Tilde Björfors startade Cirkus Cirkör 1995 med en föreställning på Vattenfestivalen i Stockholm. 
År 2003 tilldelades hon Gunilla Arhéns Förebildspris, 2012 tilldelades hon Natur & Kulturs kulturpris och samma år mottog hon H.M. Konungens Medalj, 8:e storleken i högblått band.
År 2016 tilldelades Tilde Björfors och Cirkus Cirkör Svenska Teaterkritikers Förenings Teaterpris för föreställningarna med motiveringen "som med bultande cirkushjärta spridit hopp, värme och medmänsklighet i en mörk samtid". Samma år tilldelades hon Expressens teaterpris, En bit av Georgs hatt. Hon blev Årets Europé i Sverige 2017.
Efter många år som konstnärlig ledare för Cirkus Cirkör meddelade Björfors i december 2023 att hon skulle lämna gruppen vid årsskiftet 2023/2024.

## Filmografi (urval)
- 1997 – Kung Lear

## Regi (ej komplett)
| År   | Produktion           | Upphovsmän                         | Teater                                     |
| ---- | -------------------- | ---------------------------------- | ------------------------------------------ |
| 2008 | Inside Out           |                                    | Cirkus Cirkör                              |
| 2010 | Wear it Like a Crown |                                    | Cirkus Cirkör                              |
| 2013 | Knitting Peace       |                                    | Cirkus Cirkör                              |
| 2015 | Borders              |                                    | Cirkus Cirkör/ Malmö Stadsteater           |
| 2016 | Limits               |                                    | Cirkus Cirkör                              |
| 2016 | Satyagraha           | Philip Glass och Constance de Jong | Cirkus Cirkör/ Folkoperan                  |
| 2017 | Movements            |                                    | Cirkus Cirkör/ Malmö Stadsteater           |
| 2019 | Guds olydiga revben  | Gunilla Thorgren                   | Dramaten/ Cirkus Cirkör/ Malmö Stadsteater |